# Холковское городище
Хо́лковское городи́ще — археологический комплекс, представляющий собой остатки древнерусского укреплённого поселения. По мнению ряда исследователей, здесь находился средневековый город Оско́л, входивший в состав Еголдаевой тьмы.
Городище расположено на правом берегу реки Оскол у села Холки Чернянского района Белгородской области на высоком мысу, образованном слиянием двух глубоких балок. Оно разделено на две части, очерченных валами и рвами. Историк архитектуры Юрий Шевченко считает его остатками древнего монастыря. Современный монастырь появился здесь в 1620 году по благословению патриарха Филарета Никитича.

## История исследования
Изначально городище принимали за остатки укрепления, построенного одновременно с городом Яблоновом в XVII веке. В 1860-х годах восточный край городищенского мыса обвалился, обнажив множество человеческих костей.
В 1958 году Холковское городище было обследовано Северо-Донецким отрядом Южно-Русской археологической экспедиции под руководством С. А. Плетнёвой, которая отнесла его к древнерусскому периоду и предположила его подчинённость курским князьям. В 1983 году памятник раскапывался Г. Е. Афанасьевым, а в 1985, 1987, 1996 и 1998 годах — А. З. Винниковым и Е. Ю. Кудрявцевой. Всего археологами были изучены остатки двух хозяйственных и семи жилых построек, а также девяти погребений. В целом культурные напластования городища датированы скифским временем и XII—XIV веками.
В ходе исследований выяснилось, что в период Средневековья памятник являл собой мощную пограничную крепость Черниговской земли, к югу и востоку от которой простирались половецкие степи. Стены крепости представляли собой цепочку срубов, заполненных землёй. Перед ними в меловой породе был выдолблен ров шириной до 8 метров и глубиной 4 метра. Умерших хоронили в самой крепости, а не за её пределами, как это делалось обычно. Также не обнаружено следов посада. Это указывает на то, что городище постоянно находилось под угрозой набегов. Местное население было занято рыболовством, охотой и бортничеством, а также ткачеством, обработкой дерева и кости, изготовлением посуды. Отдельную ремесленную отрасль составляло меднолитейное производство.
Обитателями крепости были не только славяне, о чём свидетельствуют остатки нескольких юртообразных построек с открытыми очагами, нехарактерных для древнерусского населения. Обнаруженной здесь керамике свойственны некоторые алано-болгарские признаки. Фортификация Холковского городища обладает рядом особенностей, присущих крепостям салтово-маяцкой культуры. Сходные строительные приёмы использовались при возведении древнерусского Витичева.

## Князь Игорь в Холках
По мнению археолога С. А. Плетнёвой, в 1185 году неподалёку от городища произошла встреча дружин новгород-северского князя Игоря Святославича и дружины князя Всеволода перед походом на половцев. По её версии, Игорь форсировал верхнее течение Северского Донца и вышел к устью Холка, где находилась крайняя южная русская крепость на Осколе.
В статье, посвященной Холковскому городищу, С. А. Плетнёва отмечает: «Нам кажется вполне правомерным предположение, что Игорь и Всеволод, условившись встретиться на Осколе, имели в виду какой-то определенный пункт. Этим пунктом могла быть единственная русская крепость на Осколе — Холок. Всеволод подошел к ней из Курска дорогой через переволоку, а Игорь „перейде Донец по броду у впадения в Донец Нежеголи“ пошел по Нежегольскому шляху, действующему и поныне, к Холку… Игорь же ждал Всеволода у Холка 4-5 мая, а 6 мая они тронулись по Изюмскому шляху или вдоль берега Оскола на юг, к половецким кочевьям». Кроме того, Плетнёва считает, что тактически князьям было выгоднее соединить свои дружины как можно раньше, чтобы выйти в степь более мощной силой. Также в пользу данной версии говорит то, что белгородские меридиональные реки вторгались в степные просторы «языками» лесных массивов, что позволяло, как можно более скрытно подойти к кочевьям половцев.

## Современное состояние
Сейчас раскопки на городище не ведутся. Коллекция археологических находок разных лет хранится в краеведческом музее Старого Оскола.